# Raphia taedigera
Raphia taedigera (рафія тедігера) — вид квіткових рослин родини пальмових (Arecaceae).

## Поширення
Вид має розірваний ареал: частина ареалу знаходиться в Західній Африці (Нігерія, Камерун); інша частина ареалу знаходиться в Америці (Північна Бразилія, Колумбія, Панама, Коста-Рика, Нікарагуа).

## Опис
Рафія тедігера відома, як рослина із найбільшим листям у світі. При висоті стовбура всього в 4-5 метрів довжина листя доходить більше 20 метрів, а їхня ширина — 12 метрів.